# Peter Weller

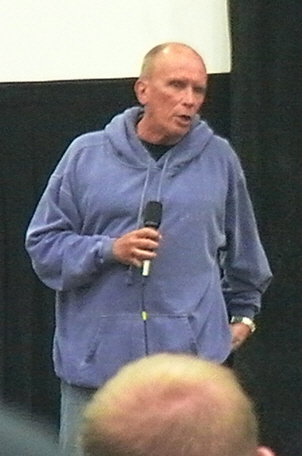
Peter Weller (2011 r.)

Peter Frederick Weller (ur. 24 czerwca 1947 w Stevens Point) – amerykański aktor i reżyser telewizyjny.
Odtwórca tytułowej roli oficera Alexa Jamesa Murphy’ego w sensacyjnym dramacie science fiction Paula Verhoevena RoboCop (1987), za którą był nominowany do Nagrody Saturn dla najlepszego aktora, i sequelu wyreżyserowanym przez Irvina Kershnera RoboCop 2 (1990). Był nominowany do Oscara dla najlepszego filmu krótkometrażowego z udziałem aktorów za reżyserię 36–minutowego filmu telewizyjnego Partners (1993).

## Życiorys
Urodził się w Stevens Point w stanie Wisconsin jako syn Dorothy Jean (z domu Davidson) i Fredericka Bradforda Wellera, prawnika, sędziego federalnego i zawodowego pilota helikoptera w United States Army. Wychowywał się w rodzinie katolickiej. Jego rodzina była pochodzenia angielskiego, niemieckiego, francuskiego i irlandzkiego. W wyniku pracy ojca w wojsku, Weller w dzieciństwie spędził wiele lat za granicą. Uczęszczał do szkół średnich w Heidelbergu. Jego rodzina mieszkała przez kilka lat w Niemczech Zachodnich, zanim ostatecznie przeniosła się do Teksasu, gdzie w 1965 ukończył Alamo Heights High School w San Antonio. Podczas studiów na Uniwersytecie Stanowym Północnego Teksasu, grał na trąbce w jednym z uniwersyteckich zespołów jazzowych. W 1970 zdobył tytuł Bachelor of Arts na wydziale teatralnym. W 1972 ukończył American Academy of Dramatic Arts w Nowego Jorku. 
Swoją karierę aktorską rozpoczął na Broadwayu w przedstawieniach: Patyki i kości Davida Rabe’a (1972) jako David, Kupiec wenecki Williama Szekspira (1973) w roli Tubala, Pełne koło Ericha Marii Remarque’a (1973) w reż. Otta Premingera jako rosyjski sierżant Mack i Summer Brave Williama Inge’a (1975) w roli Alana Seymoura. Grał także w produkcjach off-Broadwayowskich: Makbet (1974) jako Lennox czy Rebeliantka (Rebel Women, 1976) w roli porucznik Henry’ego Hitchcocka z udziałem Davida Dukesa, Johna Glovera, Mandy’ego Patinkina i Erica Robertsa, prezentowanej na Festiwalu Szekspirowskim w Nowym Jorku. 
Zebrał entuzjastyczne recenzje za rolę upadłego kierowcy ciężarówki Cliffa w spektaklu off-broadwayowskim Woolgatherer (1980). W 1985 w Long Wharf Theatre w New Haven w Connecticut zagrał rolę Bricka w sztuce autorstwa Tennessee Williamsa Kotka na gorącym blaszanym dachu z Christine Lahti, a także Stanleya w przedstawieniu Tramwaj zwany pożądaniem Tennessee Williamsa u boku Shirley Knight w Hartman Theatre w Columbus w Ohio. W 2006 Weller zagrał architekta Franka Lloyda Wrighta w sztuce Dom Franka w Goodman Theatre w Chicago.
Po raz pierwszy wystąpił na małym ekranie w roli porucznika Fellowsa w dramacie ABC Człowiek bez kraju (The Man Without a Country, 1973) na podstawie opowiadania Edwarda Everetta Hale’a z Cliffem Robertsonem. Jego debiutem filmowym była postać stróża prawa w ostatnich latach Dzikiego Zachodu – Joe Le Forsa w westernie Richarda Lestera Butch i Sundance – Lata młodości (Butch and Sundance: The Early Days, 1979). Następnie zagrał dramaturga off–broadwayowskiego Stevena Routledge’a w komedii romantycznej Sidneya Lumeta Co jest grane (Just Tell Me What You Want, 1980) z Ali MacGraw, Franka Hendersona w dramacie Alana Parkera Najwyższa stawka (Shoot the Moon, 1982) z Diane Keaton, Deke’a Cullovera w dramacie CBS Kobieta z Kentucky (Kentucky Woman, 1983) z Cheryl Ladd, komandora Josepha A. Hendrickssona w horrorze science fiction Tajemnica Syriusza (Screamers, 1995) na motywach opowiadania Philipa K. Dicka Druga odmiana. Rola pisarza Williama „Billa” Lee, który pracuje jako dezynfektor w dramacie psychologicznym Davida Cronenberga Nagi lunch (Naked Lunch, 1991) przyniosła mu nominację do Nagrody Genie dla najlepszego aktora pierwszoplanowego. Za rolę Dona Westa, klient Beckmana (Danny Huston) w niezależnym dramacie Ivans Xtc (2000) zdobył nominację do Independent Spirit Awards dla najlepszego aktora drugoplanowego. W serialu UPN Star Trek: Enterprise (2005) wystąpił w roli Johna Fredericka Paxtona.
Jego znaki rozpoznawcze to głęboki, niemal metaliczny głos i stalowoniebieskie oczy.

## Filmografia

### Jako aktor
| Data | Tytuł | Rola                                             |
| 1973 | The Man Without a Country                                                                                | por. Fellows                                     |
| 1978 | Mourning Becomes Electra                                                                                 | Peter                                            |
| 1979 | Butch i Sundance – Lata młodości (Butch and Sundance: The Early Days)                                    | Joe Le Fors                                      |
| 1980 | Co jest grane (Just Tell Me What You Want)                                                               | Steven Routledge                                 |
| 1982 | Najwyższa stawka (Shoot the Moon)                                                                        | Frank Henderson                                  |
| 1983 | Nieuchwytny wróg (Of Unknown Origin)                                                                     | Bart Hughes                                      |
| 1983 | Kentucky Woman                                                                                           | Deke                                             |
| 1984 | Przygody Buckaroo Banzai. Przez ósmy wymiar (The Adventures of Buckaroo Banzai Across the 8th Dimension) | Buckaroo Banzai, M.D./neurochirurg, fizyk, muzyk |
| 1984 | Pierworodny (Firstborn)                                                                                  | Sam                                              |
| 1985 | Winners                                                                                                  | Julio                                            |
| 1986 | Rozgrzeszenie (Apology)                                                                                  | Rad Hungate                                      |
| 1986 | A Killing Affair                                                                                         | Baston Morris                                    |
| 1987 | RoboCop                                                                                                  | Alex Murphy/RoboCop                              |
| 1987 | Tunel (El Túnel)                                                                                         | Castel                                           |
| 1988 | Błękitny gliniarz (Shakedown)                                                                            | Roland Dalton                                    |
| 1989 | Kocur (Cat Chaser)                                                                                       | George Moran                                     |
| 1989 | Lewiatan (Leviathan)                                                                                     | Steven Beck                                      |
| 1990 | Śledztwo na Rainbow Drive (Rainbow Drive)                                                                | Mike Gallagher                                   |
| 1990 | Kobiety i mężczyźni (Women and Men)                                                                      | Hobie                                            |
| 1990 | RoboCop 2                                                                                                | Robocop/Alex J. Murphy                           |
| 1991 | Droga do ruiny (Road to Ruin)                                                                            | Jack Sloan                                       |
| 1991 | Nagi lunch (Naked lunch)                                                                                 | Bill Lee                                         |
| 1992 | Pół na pół (Fifty/Fifty)                                                                                 | Jake Wyer                                        |
| 1993 | Bar Zachodzącego Słońca (Sunset Grill)                                                                   | Ryder Hart                                       |
| 1994 | The New Age                                                                                              | Peter Witner                                     |
| 1995 | Po tamtej stronie chmur (Al di là delle nuvole)                                                          | Roberto                                          |
| 1995 | Fałszywy cel (Decoy)                                                                                     | Baxter                                           |
| 1995 | Tajemnica Syriusza (Screamers)                                                                           | Hendricksson                                     |
| 1995 | Jej wysokość Afrodyta (Mighty Aphrodite)                                                                 | Jerry Bender                                     |
| 1995 | Present Tense, Past Perfect                                                                              | Charles Routledge                                |
| 1996 | Schyłek lata (End of Summer)                                                                             | Theo Remmington                                  |
| 1997 | Ponad światem (Top of the World)                                                                         | Ray Mercer                                       |
| 1998 | I Guardiani del cielo                                                                                    | John Shannon                                     |
| 1999 | Wróg mojego wroga (Diplomatic Siege)                                                                     | Steve Mitchell                                   |
| 2000 | Nosiciel (The Contaminated Man)                                                                          | Joseph Müller                                    |
| 2000 | Książę Ciemności: Prawdziwa historia Draculi (Dark Prince: The True Story of Dracula)                    | ojciec Stefan                                    |
| 2000 | W mrokach nocy (Shadow Hours)                                                                            | Stuart Chappell                                  |
| 2000 | Ivansxtc                                                                                                 | Don West                                         |
| 2000 | Drugie dno (Falling Through)                                                                             | Lou                                              |
| 2001 | Napad (Styx)                                                                                             | Nelson                                           |
| 2002 | Odyssey 5                                                                                                | Chuck Taggart                                    |
| 2003 | Zjadacz grzechów (The Order)                                                                             | Driscoll                                         |
| 2005 | Cena uczuć (Undiscovered)                                                                                | Wick Treadway                                    |
| 2005 | Posejdon (The Poseidon Adventure)                                                                        | kapitan Gallico                                  |
| 2005 | Man of God                                                                                               | rabin                                            |

### Jako reżyser
- Homicide: Life on the Street  (1993-1999)
- Partners  (1993)
- W złotej klatce (Gold Coast, 1997)
- Odyssey 5  (2002)

### Jako aktor gościnnie
- Lou Grant (1977-1982) jako Donald Stryker
- 24 godziny (24, 2001) jako Christopher Henderson
- Star Trek: Enterprise (Enterprise, 2001-2005) jako John Frederick Paxton
- Tajniacy (The Handler, 2003-2004) jako Gerard
- Detektyw Monk (Monk, 2006) jako aktor grający kapitana Stottlemeyera w odcinku Pan Monk i aktor (Mr Monk and the actor)
- Dexter (2010) jako Stan Liddy, były policjant i tropiciel Dextera Morgana
- Synowie Anarchii (Sons of Anarchy, 2013) jako Charles Barosky (sezon 6)